# Борис Чалев
Борис Кирилов Чалев (на английски: Boris C. Chaleff) е офицер (полковник) от САЩ и български емигрантски деец, девети президент на МПО в САЩ и Канада.

## Биография
Борис Чалев e роден в Индианаполис на 6 септември 1923 година в семейството на дейците МПО Кирил (Карл, р. 1893) и Фота (Гот, р. 1903) Чалеви от Горно Върбени, Леринско, наградени с плакет за заслуги към организацията. Кирил Чалев е дългогодишен член на МПО „Даме Груев“ и македонобългарската църква в Индианополис, подпредседател на ЦК на МПО. Борис Чалев завършва Бътлър юнивърсити, а през 1943 година завършва програма за военни пилоти на Военновъздушните сили на САЩ. Участва във Втората световна война, Корейската война и Виетнамската война, през 1971 година е повишен в чин полковник, а след това дълги години работи в Пентагона. Награден е с редица отличия, сред които Meritorious Service Medal, Air Medal with four Oakleaf Clusters, Air Force Presidential Unit Citations, Korean Service Medal, Vietnam Service Medal and World War II Victory Medal, United Nations Service Medal, Republic of Vietnam Gallantry Cross with Palm и Air Force Presidential Unit Citation and the Outstanding Unit Award.
След пенсионирането си работи като учител, а през 1994 година е избран за президент на Македонската патриотична организация. През 1995 година влиза в конфликт с Георги Младенов и изключва ръководената от него МПО „Любен Димитров“, Торонто от организацията. През май 2001 година заедно с Крис Иванов, Пол Симов, Георги Лебамов и други участва на среща с президента на САЩ Джордж Уокър Буш и провеждат разговори за Република Македония.
Умира на 15 октомври 2016 година.